# Chysopeleia metacirrha
Chysopeleia metacirrha är en fjärilsart som beskrevs av Edward Meyrick 1921. Chysopeleia metacirrha ingår i släktet Chysopeleia och familjen fransmalar. Inga underarter finns listade i Catalogue of Life.